# Windachspeicher

Panoramabild während Hochwasser

Der Windachspeicher, auch Windachtalsperre oder gelegentlich Windachsee, ist ein Hochwasserrückhaltebecken mit einem Dauerstau bei Oberfinning in Bayern.
1961–1964 wurde der Windachspeicher zum Hochwasserschutz der Gemeinden Ober- und Unterfinning, Windach, Greifenberg und Eching am Ammersee gebaut. Außerdem dient der Stausee der Naherholung und der Sportfischerei. Zusätzlich wird in einem Klein-Wasserkraftwerk mittels einer Durchströmturbine mit einer Leistung von 40 Kilowatt Strom erzeugt. Die Anlage erzeugt etwa 0,1 Mio. kWh pro Jahr. Der Speicher wird vom Freistaat Bayern (Wasserwirtschaftsamt Weilheim) betrieben.
Gestaut werden die Windach, der Beurerbach und der Schlöglbach. Das Einzugsgebiet der Windach von der Quelle bis zur Talsperre ist vom Wasserwirtschaftsamt Weilheim mit 61,1 km² angegeben. Maximal können 2,92 Mio. m³ Wasser gestaut werden. Die angestrebte Seefläche für den Dauerstau beträgt 0,13 km². 

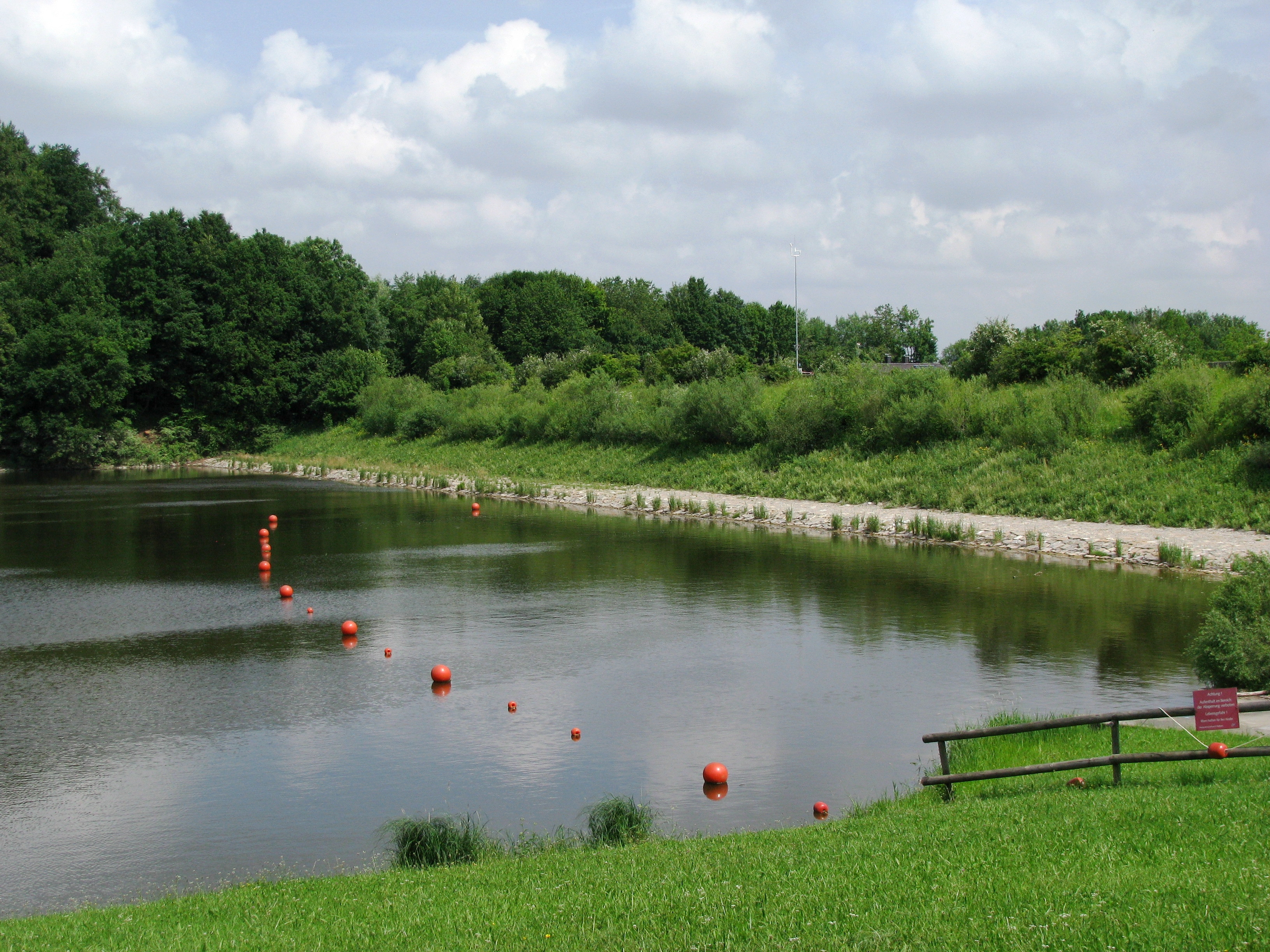
Absperrbauwerk wasserseitig

Das Absperrbauwerk ist ein Erddamm aus Moränenmaterial mit einem Dichtungskern aus dichtem Erdmaterial, von der Talsohle aus gemessen 14,00 m hoch (Ausbaufallhöhe des Kraftwerks 8,80 m), mit einer 241 m langen und 5 m breiten Krone, wobei die Höhe der Kronenstraße bei 632,00 müNN, die der Kronenmauer bei 632,7 müNN liegt. Vor dem Damm befindet sich ein wasserseitiger Dichtungsteppich.
Die Baukosten betrugen rund 6 Mio. DM; für Sanierungen, Modernisierungen und Erweiterungen wurden später weitere rund 4,5 Mio. DM investiert.

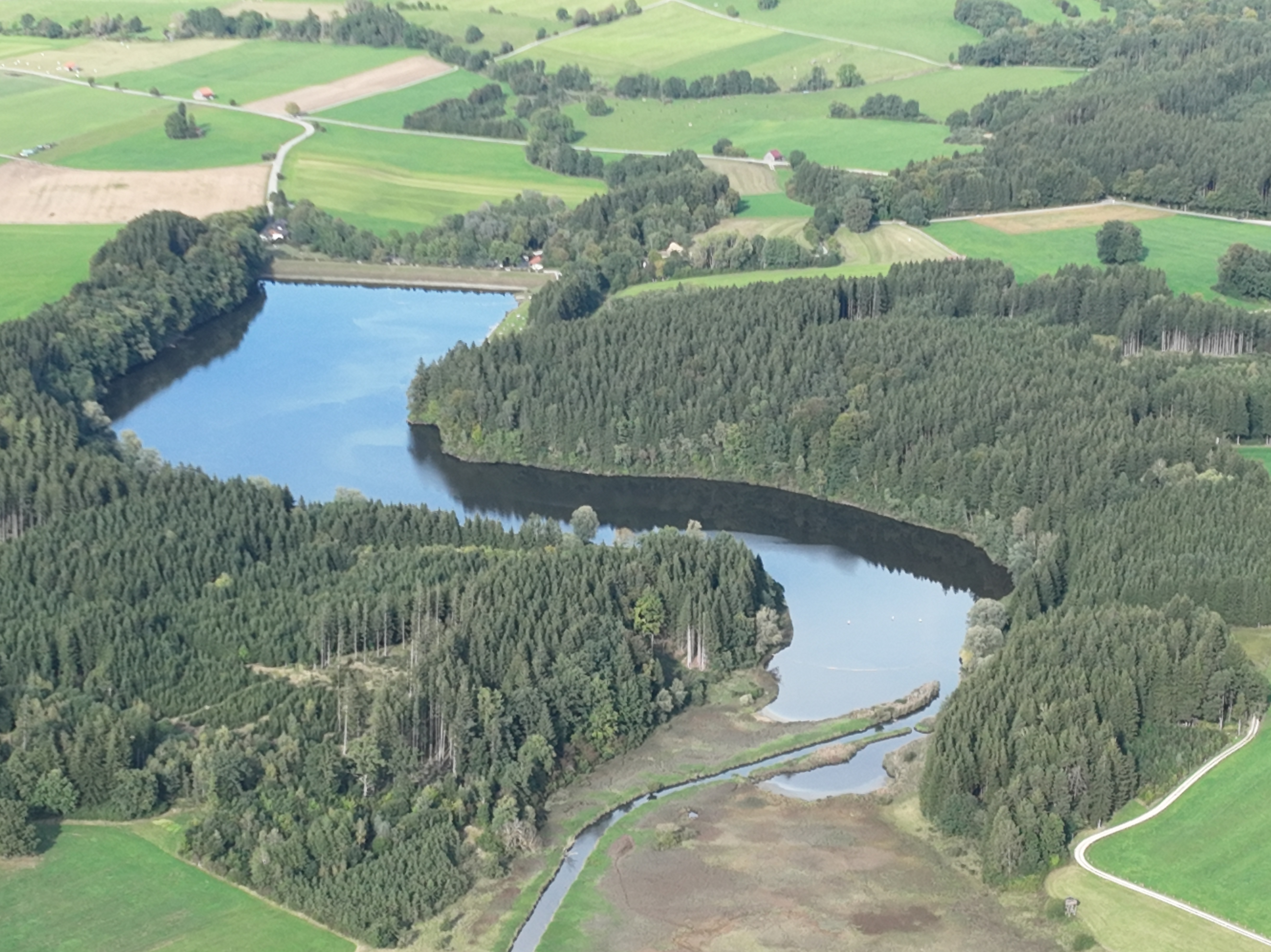
Der Blick von Westen aus

Bis Juli 2023 wurde ein Teil des Abflusses in die Windach neu gestaltet.
Im Sommer 2024 wurde auch der Zeltplatz des Kreisjugendringes wieder eröffnet.